# Богомир Лазов
Богомир Костадинов Лазов е български художник.

## Биография
Богомир Лазов е роден на 15 февруари 1906 г. в град Кюстендил. Завършва Художествената академия – София, специалност живопис (1931) при проф. Никола Маринов. Работи като учител по рисуване в с.Коларово, Петричко, с.Друган, Радомирско, Кула, Копривщица, Радомир и Кюстендил (1939 – 1961). Като учител в Кюстендилската гимназия рисува над 120 портрета на известни български и чужди учени, писатели и революционери. Автор е на проекта за вътрешно оформление на музея „Георги Димитров“ в с.Ковачевци, Пернишко.
Лазов става член на Дружеството на новите художници още от основаването му през 1931 г. Един от основателите на картинната галерия и музея в Кюстендил (1954). Творчески секретар на окръжната група на СБХ.
Рисува портрети, натюрморти и многофигурални композиции, но се изявява най-силно в акварелния пейзаж. Участва в общи художествени, окръжни и зонални изложби. Организира 5 самостоятелни изложби в Радомир (1937) и Кюстендил (1943, 1948 и 1960 – юбилейна. Негови произведения се намират в Художествената галерия „Владимир Димитров – Майстора“ и в частни сбирки и колекции.